# Kopay turco
Il kopay turco o cane da caccia turco di Zagar o in turcoTurk Izci Kopegi Zagarè uno dei due cani segugi riconosciuti in Turchia insieme al pointer turco. 
È una razza di cane estremamente rara.

## Storia
Pare abbia origine dall'asia minore; è presente nelle regioni turche del distretto di Horasan, e anche in Afganistan e Iran.

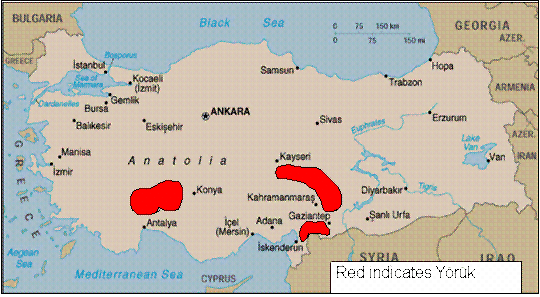
Luoghi del popolo Yörük

È attualmente allevato dal popolo Yörük nella regione della Tracia e nelle province di Bursa, Manisa, Smirne, Aydın, Denizli, Muğla e Afyon.
L'origine della razza è contesa con i cinofili greci che la chiamano rivendicandola: Ellenikos Ichnlatis. L'Ellenikos ichnlantis greco è riconosciuto dalla FCI con il n. 214.

## Caratteristiche
L'altezza al garrese è di circa 52,2 cm per i maschi e 48,8 cm per le femmine. Il mantello del Kopay è corto e sottile e di solito è disponibile in nero, marrone chiaro o una miscela dei due; ha una taglia media, ed ha orecchie basse. 
Questo cane è particolarmente utilizzato per la caccia alla lepre ma anche al cinghiale, cervo, volpe, capriolo, e sciacallo. È famoso per la sua insistenza e tenacia sulla traccia.
Viene anche utilizzato in attività di ricerca e soccorso e tracciamento delle tracce odorose da parte della gendarmeria turca.
È una razza di cane intelligente, leale ed energica.